# Berdeniella glacialis
Berdeniella glacialis és una espècie d'insecte dípter pertanyent a la família dels psicòdids que es troba a Europa: els Alps.